# مانا (سلسلة ألعاب فيديو)
سلسلة مانا المعروفة في اليابان باسم Seiken Densetsu (聖剣伝説، والتي تعني حرفيا أسطورة السيف المقدس)، هي سلسلة ألعاب تندرج في صنف لعبة أكشن تقمص الأدوار وفنتازيا عليا تم تطويرها من طرف كويتشي إيشي، مع تطوير في الأول من طرف سكوير، وهي مملوكة حاليًا لشركة سكوير إنكس. بدأت السلسلة كقصة جانبية محمولة على الامتياز الرئيسي لشركة سكوير فاينل فانتسي. تم إسقاط عناصر فاينل فانتسي بعد ذلك بدءًا من الدفعة الثانية، سر مانا، لتصبح بعدها سلسلة قائمة بذاتها. ونمت لتشمل ألعابًا من أنواع مختلفة داخل عالم مانا الخيالي، مع قصص متكررة تتضمن شجرة العالم، والسيف المقدس المرتبط بها، والقتال ضد القوى التي قد تسرق قوتها. تظهر العديد من تصميمات الشخصيات والمخلوقات والموضوعات الموسيقية بشكل متكرر.

## الاستقبال
لقيت سلسلة مانا استقبالًا جيدًا على العموم، على الرغم من أن كل لعبة قد شهدت مستوى مختلف من النجاح. وصف RPGFan لعبة مغامرة فاينل فانتازي بأنه أحد أفضل الأشياء التي حدثت لـغيم بوي،  بينما اعتبرته آي جي إن أفضل لعبة تقمص أدوار أكشن على وحدة التحكم بعد ذا ليجند أوف زيلدا: لينكس آوايكنينغ . أشارت غيم سبوت إلى سر مانا بأنها «واحدة من روائع سكوير على سوبر نينتندو إنترتينمنت سيستم». ظهرت اللعبة في العديد من قوائم أفضل الألعاب، بما في ذلك المرتبة رقم 97 في أفضل 100 لعبة على الإطلاق لـ فاميتسو . وصفت لعبة محاكمات مانا بأنها «واحدة من أفضل ألعاب تقمص الأدوار التي خرجت من عصر 16 بت» من قبل نينتدو لايف. قيمت فاميتسو لعبة أسطورة مانا ب 31/40 وأبطال مانا في 32/40. صنفت مجموعة NPD أسطورة مانا كأفضل لعبة مبيعا في أسبوع إطلاقها، وفي عام 2006 أعيد إصداره كجزء من سلسلة Ultimate Hits .